# Pina Bausch
Philippine Bausch, mais conhecida como Pina Bausch (Solingen, 27 de julho de 1940 — Wuppertal, 30 de junho de 2009), foi uma coreógrafa, dançarina, pedagoga de dança e diretora de balé alemã.

## Carreira
Conhecida principalmente por contar histórias enquanto dança, suas coreografias eram baseadas nas experiências de vida dos bailarinos e feitas conjuntamente. Várias delas são relacionadas a cidades de todo o mundo, já que a coreógrafa retirava de suas turnês ideias para seu trabalho.
Entre os seus temas recorrentes estavam as interações entre masculino e feminino - uma inspiração para Pedro Almodóvar, em cujo filme, Fale com ela, Pina aparece em uma bela sequência de dança.
Foi diretora da Tanztheater Wuppertal Pina Bausch, localizada em Wuppertal. A companhia tem um grande repertório de peças originais e viaja regularmente por vários países.

## Reconhecimento
Em 2007, Pina Bausch foi agraciada com o Prêmio Kyoto e, em 2008, com o Prêmio Goethe. Em 2008, o cineasta Wim Wenders estava preparando documentário sobre ela. Filme "Pina" oficialmente lançado em Fevereiro de 2011 na Europa e em Março de 2012 no Brasil com review de 94% no Rotten Tomatoes.

## Peças
[Data de estreia - Cidade (País) - Teatro]
- 9 jan 1954, sab – Wuppertal (DE) – Opernhaus – Fritz – Tanzabend von Pina Bausch
Música: Gustav Mahler, Wolfgang Hufschmidt
No mesmo programa: "Der grüne Tisch" de Kurt Jooss e "Rodeo" de Agnes de Mille
- 21 abr 1974, dom – Wuppertal (DE) – Opernhaus – Iphigenie auf Tauris [Ifigênia em Tauris] – Tanzoper von Pina Bausch
Música: Christoph W. Gluck
- 2 jun 1974, dom – Wuppertal (DE) – Zwei Krawatten [Duas gravatas]
- 8 dez 1974, dom – Wuppertal (DE) – Opernhaus – Ich bring dich um die Ecke... [Eu o levo até a esquina...] + Adagio – Fünf Lieder von Gustav Mahler [Adágio – Cinco canções de Gustav Mahler] – Schlagerballett von Pina Bausch
No mesmo programa: "Großstadt" [A grande cidade] de Kurt Jooss
- 23 maio 1975, sex – Wuppertal (DE) – Opernhaus – Orpheus und Eurydike [Orfeu e Eurídice] – Tanzoper von Pina Bausch
Música: Christoph W. Gluck
- 3 dez 1975, qua – Wuppertal (DE) – Opernhaus – Frühlingsopfer: Wind von West + Der zweite Frühling [A segunda juventude] + Das Frühlingsopfer [A sagração da primavera]
Música: Igor Strawinsky
- 15 jun 1976, ter – Wuppertal (DE) – Opernhaus – Die sieben Todsünden [Os sete pecados capitais] – Tanzabend von Pina Bausch
I. Die sieben Todsünden der Kleinbürger / II. Fürchtet Euch nicht
Música: Kurt Weill. Texto: Bertolt Brecht.
- 8 jan 1977, sab – Wuppertal (DE) – Opernhaus – Blaubart – Beim Anhören einer Tonbandaufnahme von Béla Bartóks Oper "Herzogs Blaubarts Burg" [Barba-Azul – Escutando uma gravação da ópera de Béla Bartok "O castelo de Barba-Azul"]
- 26 maio 1977, qui – Wuppertal (DE) – Opernhaus – Komm tanz mit mir [Vem dançar comigo]
- 30 dez 1977, sex – Wuppertal (DE) – Opernhaus – Renate wandert aus [Renata emigra] – Operette von Pina Bausch
- 22 abr 1978, sab – Bochum (DE) – Schauspielhaus Bochum – Er nimmt sie an der Hand und führt sie in das Schloß, die anderen folgen [Ele a levou pela mão ao castelo, os outros os seguiram]
Em coprodução com Schauspielhaus Bochum [baseado em Macbeth, de Shakespeare]
- 20 maio 1978, sab – Wuppertal (DE) – Opernhaus – Café Müller
No mesmo programa: coreografias de Gehard Bohner, Hans Pop e Gigi-Georghe Caciuleanu
- 9 dez 1978, sab – Wuppertal (DE) – Opernhaus – Kontakthof [Pátio de encontros]
- 12 maio 1979, sab – Wuppertal (DE) – Opernhaus – Arien [Árias]
- 4 dez 1979, ter – Wuppertal (DE) – Opernhaus – Keuschheitslegende [A lenda da castidade]
- 18 maio 1980, dom – Wuppertal (DE) – Schauspielhaus – 1980 – Ein Stück von Pina Bausch [1980 – Uma peça de Pina Bausch]
- 21 dez 1980, dom – Wuppertal (DE) – Opernhaus – Bandoneon
- 17 jun 1982, qui – Amsterdam (NL) – Holland Festival – Koninklijk Theater Carré – Walzer [Valsas]
Em coprodução com Holland Festival
- 30 dez 1982, qui – Wuppertal (DE) – Opernhaus – Nelken [Cravos]
- 16 maio 1983, seg – München (DE) – München Theaterfestival – Zelt im Englischen Garten – Nelken [segunda estreia]
- 13 maio 1984, dom – Wuppertal (DE) – Schauspielhaus – Auf dem Gebirge hat man ein Geschrei gehört [Sobre a montanha ouviu-se um grito]
- 31 mar 1985, dom – Wuppertal (DE) – Schauspielhaus – Two Cigarettes in the Dark
- 14 maio 1986, qua – Wuppertal (DE) – Schauspielhaus – Viktor
Em coprodução com Teatro Argentina e Stadt Rom
- 21 mar 1987, sab – Wuppertal (DE) – Schauspielhaus – Ahnen [Antepassados]
- 17 dez 1989, dom – Wuppertal (DE) – Opernhaus – Palermo Palermo
Em coprodução com Teatro Biondo Stabile, Palermo e Andres Neumann International
- 27 abr 1991, sab – Wuppertal (DE) – Schauspielhaus – Tanzabend II [Programa de dança II]
Em coprodução com Festival de Otoño, Madrid
- 16 jan 1993, sab – Wuppertal (DE) – Opernhaus – Das Stück mit dem Schiff [A peça com o barco]
- 12 fev 1994, sab – Wuppertal (DE) – Schauspielhaus – Ein Trauerspiel [Um jogo triste]
Em coprodução com Wiener Festwochen
- 13 maio 1995, sab – Wuppertal (DE) – Opernhaus – Danzón
- 11 maio 1996, sab – Wuppertal (DE) – Schauspielhaus – Nur Du [Só tu]
Em coprodução com University of California, Los Angeles; Arizona State University; Berkeley University of California; University of Texas, Austin; Darlene Neel Presentations; Rena Shagan Associates, Inc.; The Music Center Inc.
- 12 fev 1997, qua – Wuppertal (DE) – Opernhaus – Der Fensterputzer [O limpador de vidraças]
Em coprodução com Hong Kong Arts Festival Society e Goethe-Institut Hong Kong
- 4 abr 1998, sab – Wuppertal (DE) – Schauspielhaus – Masurca Fogo
Em coprodução com EXPO 98 Lissabon e Goethe-Institut Lisboa
- 10 abr 1999, sab – Wuppertal (DE) – Opernhaus – O Dido
Em coprodução com Teatro Argentina, Roma e Andres Neumann International
- 25 fev 2000, sex – Wuppertal (DE) – Schauspielhaus – Kontakthof mit Damen und Herren ab '65' [Pátio de encontros com senhoras e senhores acima de 65 anos]
- 5 maio 2000, sex – Wuppertal (DE) – Schauspielhaus – Wiesenland
Em coprodução com Goethe-Institut Budapest e Théâtre de la Ville Paris
- 12 maio 2001, sab – Wuppertal (DE) – Opernhaus – Água
Em coprodução com Brasil, Goethe-Institut São Paulo e Emilio Kalil
- 25 abr 2002, qui – Wuppertal (DE) – Schauspielhaus – Für die Kinder von gestern, heute und morgen [Para as crianças de ontem, hoje e amanhã]
- 21 mar 2003, sex, 19h30 – Wuppertal (DE) – Opernhaus – Nefés
Em coprodução com International Istanbul Theatre Festival e Istanbul Foundation of Culture and Arts
- 8 maio 2004, sab – Wuppertal (DE) – Schauspielhaus – Ten Chi [Céu e terra]
Em coprodução com Prefeitura de Saitama, Saitama Arts Foundation e Nippon Cultural Center
- 15 abr 2005, sex – Wuppertal (DE) – Schauspielhaus – Rough Cut [Corte bruto]
Em coprodução com LG Arts Center e Goethe-Institut Seoul, Korea
- 11 maio 2006, qui, 19h30 – Wuppertal (DE) – Schauspielhaus – Vollmond [Lua cheia]
- 18 maio 2007, sex, 19h30 – Wuppertal (DE) – Schauspielhaus – Bamboo Blues
Em coprodução com Goethe-Institut India
- 30 maio 2008, sex, 19h30 – Wuppertal (DE) – Schauspielhaus – 'Sweet Mambo'
- 7 nov 2008, sex, 19h30 – Wuppertal (DE) – Schauspielhaus – Kontakthof mit Teenagern ab '14' [Pátio de encontros com jovens acima de 14 anos]
- 12 jun 2009, sex, 19h30 – Wuppertal (DE) – Opernhaus – "… como el musguito en la piedra, ay si, si, si..." ["... wie das Moos auf dem Stein..."]
Em coprodução com Festival Internacional de Teatro Santiago a Mil, Chile e com apoio de Goethe-Institut Chile. Em colaboração com Andres Neumann International

## Cronologia
- 1940 – Nasceu em Solingen, Alemanha. Seus pais, August e Anita Bausch, tinham um hotel-restaurante em Solingen.
- 1955 – Com 15 anos inicia estudos de dança na Folkwang  Hochschule em Essen, com o diretor e coreógrafo Kurt Jooss.
- 1958 – Forma-se em Dança e Pedagogia da dança em Folkwang Hochschule.
- 1959 – 62 – Vai para Nova Iorque dançar na Juilliard School e na Metropolitan Opera House.
- 1962 – Volta para Alemanha, dançar no recém-fundado balé da Folkwang, de Kurt Jooss.
- 1973 – Bausch tem 33 anos e é contratada para dirigir o Wuppertaler Tanztheater, mais tarde mudado para Tanztheater Wuppertal Pina Bausch.
- 1976 – Rompe com formas tradicionais da dança-teatro, utilizando-se de ações paralelas, contraposições estéticas, repetições propositais e uma linguagem corporal incomum para a época.
- 2009 - Falecimento. Morreu 5 dias após ter-lhe sido diagnosticado um câncer.